# Cespedosa de Agadones
Cespedosa de Agadones es una localidad y entidad local menor española del municipio de Herguijuela de Ciudad Rodrigo, en la provincia de Salamanca, comunidad autónoma de Castilla y León.

## Geografía
Se integra dentro de la comarca de Ciudad Rodrigo y la subcomarca de Los Agadones. Pertenece al partido judicial de Ciudad Rodrigo.

## Demografía
En 2017 contaba con una población de 38 habitantes, de los cuales 26 eran varones y 12 mujeres (INE 2017).
| Gráfica de evolución demográfica de Cespedosa de Agadones entre 2000 y 2017              |
|                                                                                          |
| Fuente: Instituto Nacional de Estadística de España - Elaboración gráfica por Wikipedia. |

## Fiestas
Su fiesta patronal es en honor a San Miguel y se celebra el día 8 de mayo.